# فرح آبراهام
فَرح لین آبراهام (انگلیسی: Farrah Lynn Abraham؛ زادهٔ ۳۱ مهٔ ۱۹۹۱) خواننده، بازیگر پورنوگرافی، موسیقی‌دان و استریپر اهل ایالات متحدهٔ آمریکا است. وی از سال ۲۰۰۹ میلادی تاکنون مشغول فعالیت بوده‌است.

## گزیدهٔ فیلم
| سال      | عنوان                               | نقش                                  | یادداشت                      |
| تلویزیون | تلویزیون                            | تلویزیون                             | تلویزیون                     |
| -------- | ----------------------------------- | ------------------------------------ | ---------------------------- |
| ۲۰۰۹     | ۱۶ ساله حامله                       | خودش                                 | فرح (فصل ۱، قسمت ۲)          |
| ۱۲–۲۰۰۹  | مادر نوجوان                         | بازیگران اصلی (فصل ۴–۱)              |                              |
| ۲۰۱۴     | زوج درمانی                          | بازیگران اصلی (فصل ۴)                |                              |
| ۲۰۱۴     | بودن فرح                            | ویژه تلویزیون                        |                              |
| ۲۰۱۵     | مادر نوجوان(Teen Mom OG)            | بازیگران اصلی (فصل ۵ در حال حاضر)    |                              |
| ۲۰۱۵     | شهرت برادر بزرگ                     | همخانه؛ نمایندگی ایالات متحده آمریکا |                              |
| فیلم     |                                     |                                      |                              |
| ۲۰۱۳     | Farrah Superstar: Backdoor Teen Mom | خودش                                 | فیلم بزرگسالان (با جیمز دین) |
| ۲۰۱۴     | فرح ۲: درپشتی و بیشتر               | فیلم بزرگسالان (با جیمز دین)         |                              |